# Меллинк, Мечтелд
Мечтелд Джоанна Меллинк (нидерл. Machteld Johanna Mellink) (26 октября 1917, Амстердам — 24 февраля 2006, Хейверфорд, штат Пенсильвания) — археолог, крупнейший специалист по Ближнему Востоку XX века.

## Биография
Окончила Амстердамский университет, затем в 1943 году докторантуру в Утрехте. Уехала в Америку и начала преподавать в Брин Мор Колледже в 1946 году, лето 1947 года провела в Чикагском университете. В то же время начала работать с Гетти Голдман в Тарсусе, на юге Турции. Начала читать курс классической и ближневосточной археологии в Брин Море в 1949 году, читала его почти 40 лет, до 1988 года. С 1950 по 1965 годы совместно с Родни Янгом из Пенсильванского университета участвовала в раскопках Годиума (Турция), древней столицы фригийских царей. Самая известная работа Меллинк посвящена стоянке Караташ-Семайук на плато Эльмалы в Ликии, где ей удалось обнаружить артефакты и захоронения бронзового века.
Меллинк всю жизнь проработала в Брин Мор Колледже, её преподавательская деятельность была отмечена в 1975 году специальной наградой. В 1994 году она была награждена Медалью Люси В. Дрексель Пенсильванского университета. Министр культуры Турции признал её Величайшим Археологом Америки (1984) и Величайшим Зарубежным Археологом (1985). В 2001 году Американский институт археологии учредил в её честь Чтения имени Мечтелд Меллинк по ближневосточной археологии.
Меллинк состояла в Американском философском обществе, Американской академии наук и искусств, Ассоциации исследователей при Музее Пенсильванского университета, была членом-корреспондентом Турецкого исторического института, Королевской Академии наук Нидерландов, Археологических институтов Германии, Австрии, а также многих других международных сообществ археологов.
В её обязанности входила деятельность на постах Президента Американского исследовательского института в Турции (1988-91), Президента Американского археологического института (1980-84), Члена совета Американского общества востоковедов, Члена департамента классической и ближневосточной археологии при Брин Мор Колледже (1955-83), действующего председателя Магистратуры наук и искусств при Брин Мор Колледже (1979-80).